# Wybory prezydenckie na Cyprze w 2008 roku
Wybory prezydenckie na Cyprze odbyły się w dwóch turach 17 i 24 lutego 2008 roku. Zwyciężył w nich Dimitris Christofias.
Uprawnionych do głosowania było 516 441 obywateli Cypru. W pierwszej turze frekwencja wyniosła 89,62%, a w drugiej turze głosowania 90,84%.

## Wyniki

### I Tura
| Kandydat                  | Partia | Głosy   | %       |
| ------------------------- | ------ | ------- | ------- |
| Ioannis Kasoulidis        | DISY   | 150 996 | 33,51%  |
| Dimitris Christofias      | AKEL   | 150 016 | 33,29%  |
| Tassos Papadopoulos       | DIKO   | 143 249 | 31,79%  |
| Marios Matsakis           |        | 3 460   | 0,77%   |
| Kostas Kyriacou           |        | 1 092   | 0,24%   |
| Kostas Themistocleous     |        | 753     | 0,17%   |
| Andreas Efstratiou        |        | 713     | 0,16%   |
| Christodoulos Neophytou   |        | 243     | 0,05%   |
| Anastasis Michael         |        | 117     | 0,03%   |
| głosy nieważne            |        | 12 208  |         |
| Razem (frekwencja 89,62%) |        | 462 847 | 100,00% |

### II Tura
| Kandydat                  | Partia | Głosy   | %       |
| ------------------------- | ------ | ------- | ------- |
| Dimitris Christofias      | AKEL   | 240 604 | 53,37%  |
| Ioannis Kasoulidis        | DISY   | 210 195 | 46,63%  |
| głosy nieważne            |        | 18 344  |         |
| Razem (frekwencja 90,84%) |        | 469 305 | 100,00% |